# ترژینتس
تْرْژینِتس (به چکی: Třinec) شهری در منطقه موراویا-سیلزیا کشور جمهوری چک است که جمعیت آن در سال ۲۰۰۷ میلادی ۳۷٫۷۴۶ نفر بوده‌است.